# Eukoenenia lundi
Espèce
Eukoenenia lundi est une espèce de palpigrades de la famille des Eukoeneniidae.

## Distribution
Cette espèce est endémique du Minas Gerais au Brésil. Elle se rencontre à Luislândia dans la grotte Lapa Sem Fim.

## Description
Eukoenenia lundi mesure de 0,815 à 1,210 mm.

## Étymologie
Cette espèce est nommée en l'honneur de Peter Wilhelm Lund.

## Publication originale
- Souza & Ferreira, 2020 : Three new cave-dwelling Eukoenenia (Palpigradi: Eukoeneniidae) from limestone caves in Northern Minas Gerais state, Brazil. Zootaxa, no 4808(2), p. 251-283.